# Bongo lesní
Bongo lesní, též antilopa bongo nebo jen bongo (Tragelaphus eurycerus), je největší a nejtěžší lesní antilopa.

## Taxonomie
Protože obě pohlaví této antilopy mají rohy, po svém objevení byl bongo zařazen do rodu Taurotragus, společně s antilopou losí a antilopou Derbyho, které sdílí tento znak. Nicméně toto zařazení se ukázalo jako nevyhovující; pro antilopu bongo byl zřízen monotypický rod Boocercus. V současnosti je uznávána jeho pozice v rodu Tragelaphus, do kterého patří i nyaly, kudu a sitatunga.

### Synonyma
- Tragelaphus euryceros
- Boocercus eurycerus

## Popis
- hmotnost: 240–400 kg
- délka těla: 170–250 cm
- délka ocasu: 45–65 cm
- výška v kohoutku: 110–130 cm

Bongo je největší a nejmohutnější druh lesních antilop. Hmotnost samic se pohybuje mezi 210 a 235 kg, samci jsou výrazně větší a mohou vážit až 400 kg. Stavbou těla je bongo přizpůsobený pohybu v pralese – v poměru k tělu má kratší končetiny a poněkud kapří hřbet. Obě pohlaví mají spirálovitě zatočené rohy lyrovitého tvaru, které u samic dosahují délky asi 75 cm, u býků mohou být až metru dlouhé. Rohovina, která je kryje, je černohnědá.
Srst samic a mláďat je sytě kaštanově hnědá, samci věkem tmavnou a jsou až mahagonově černí. Končetiny jsou o něco tmavěji zbarvené. Tmavě hnědá srst také vytváří masku na obličejové části hlavy. Naopak bílá srst kryje vnitřní stany končetin, na hlavě vytváří „nánosník“ a dvě oválné skvrny na lících. Na prsou vytváří půlměsíc a nevyhýbá se ani končetinám.10–15 bílých pruhů zdobí boky zvířete od kohoutku až po stehna. Na krku a nohou jsou tmavě hnědé skvrny různé velikosti, nad kopýtky má černobílé skvrny. Obě pohlaví mají krátkou černobílou hřívu.

## Rozšíření a stanoviště

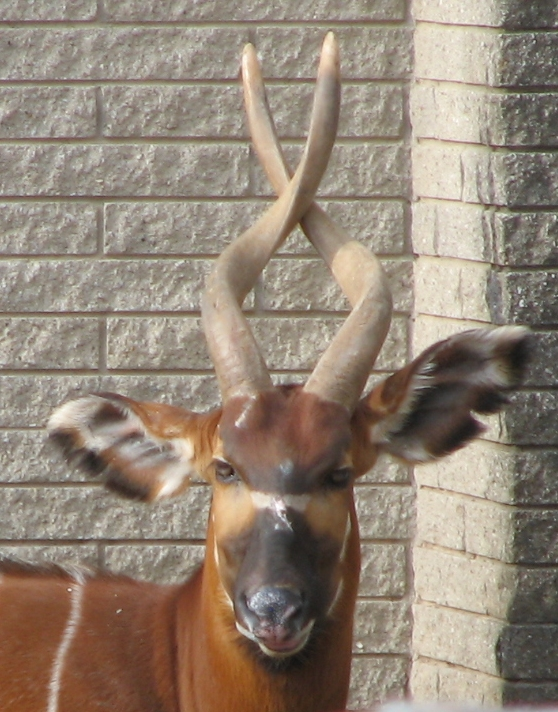
Hlava antilopy bongo

Antilopa bongo obývá nížinné deštné pralesy střední a západní Afriky. Výskyt je potvrzen v jižním Súdánu a ve státech Demokratická republika Kongo, v Angole, Beninu, Burkině Faso, Kamerunu, Středoafrické republice, na Pobřeží slonoviny, v Rovníkové Guineji, Etiopii, Gabonu, Ghaně, Guineji, Guineji-Bissau, a také v Libérii, Mali, Nigeru a v Sierra Leone. Malé populace žijí také v Keni, kde žijí v horských tropických lesích a bambusových porostech.
Bongo vyhledává neprostupný pralesní podrost, bambusové lesy a křoviny, kde nachází úkryt i dostatek potravy. K životu potřebuje velké množství vody. Vyskytuje se až do výšky 4000 m n. m.

## Biologie
Bongo je velmi plaché zvíře s převážně noční aktivitou. Je to jediná lesní antilopa, která se pase ve stádech. Většinou tvoří menší stáda o 5 nebo 6 kusech, ale také větší skupiny až o padesáti antilopách. V jediném stádu může být i více býků, zřejmě nejsou příliš teritoriální. Staří býci mohou žít samotářsky. Žijí velmi skrytě, přes den se ukrývají v podrostu.
V noci konzumují mladé listy stromů a keřů, větvičky, výhonky nebo i květy a plody dřevin. Také se pasou na trávě. Často navštěvují přírodní minerální lizy, vyhledávají půdu bohatou na minerální látky nebo požírají spálené dřevo. Výhonky s listy strhávají dlouhým jazykem, k lámání vyšších větví pak používají své rohy.
Jsou to polyestrická zvířata, krávy přicházejí do říje každých 21 nebo 22 dní. Březost trvá 282 až 285 dní (9 měsíců), poté se narodí jedno, výjimečně i dvě telata. Matka je odkládá v podrostu a pravidelně je přichází kojit. Takto leží asi týden, pak následuje matku a připojí se ke stádu. Již ve 3 měsících začnou teleti růst rohy. Je odstaveno asi v 6 měsících, bongové pohlavně dospívají ve 20 měsících věku. Mohou se dožít až 19 let.
V přírodě je jejich největším nepřítelem levhart, hroznýši a hyeny. Bongové jsou velmi lekaví a při sebemenším vyrušení se dávají na útěk. V běhu se nahrbí a položí si rohy na hřbet, aby se při běhu nezapletly do lián a jiné vegetace.

## Poddruhy

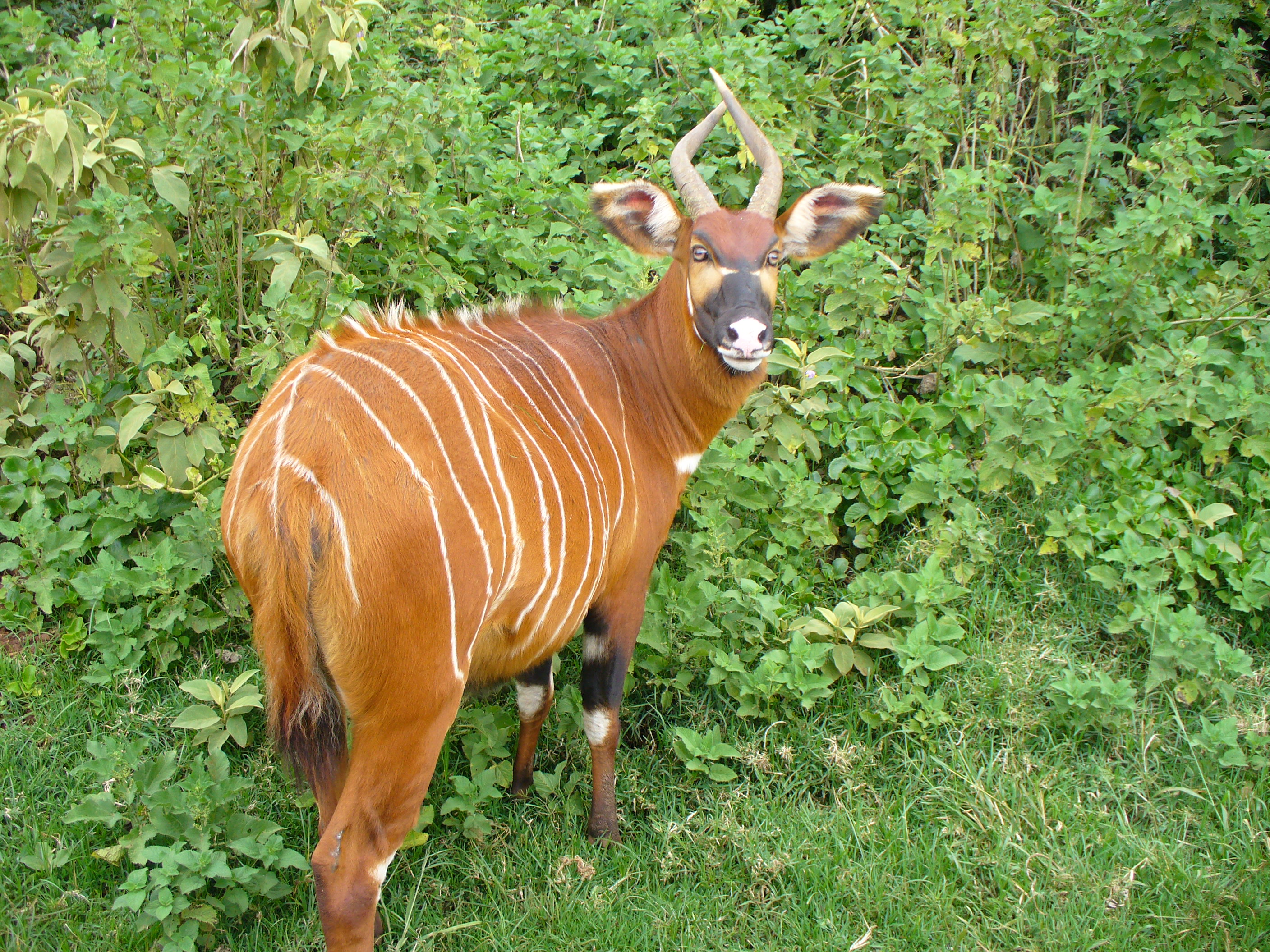
Bongo horský

Popisují se dva poddruhy antilopy bongo: bongo nížinný, T. e. eurycerus, který obývá většinu současného areálu bonga v nížinných deštných pralesích, a bongo horský (T. eurycerus isaaci), který je ohrožený vyhubením a v přírodě se vyskytuje pouze v Keni, na území Ugandy už pravděpodobně vyhynul. Nížinný bongo je větší než jeho horský příbuzný, který je naopak výrazněji zbarvený.

## Ohrožení
Nikdo neví, kolik antilop bongo v neprostupných pralesích vlastně žije. Při předpokládané populační hustotě 0,25 kusu na km2 na území, kde se bongové běžně vyskytují, a 0,02/km2 v ostatních částech areálu, který má celkovou rozlohu 327 000 km2, by celková populace mohla činit asi 28 000 zvířat. Nicméně jen asi na 60 % je bongo chráněný. Nížinný bongo není považován za ohrožený druh, horský bongo byl téměř vyhuben nadměrným lovem se psy.
V devadesátých letech devatenáctého století byli bongové téměř vyhlazeni epidemií moru skotu, ke kterému jsou zvláště vnímaví. Je snadné je ulovit do pastí nebo pomocí psů, antilopy ale dlouho chránily pověry: místní lidé věřili, že dotknou-li se bonga, onemocní epilepsií. Zdá se ale, že toto tabu již neplatí a domorodci antilopy loví pro maso, kůži i rohy. Bongo je ohrožený také kácením pralesů.
Průzkumy po roce 2000 potvrdily 4 populace bongo horských na čtyřech lokalitách v Keni. V roce 2015 se celková početnost odhadovala na cca 100 jedinců s klesajícím trendem.V roce 2024 je počet volně žijících jedinců bongo horských udáván pod 50 kusů, populace s mláďaty už pouze na dvou ze čtyř zbývajících lokalit. V péči chovného centra organizace Mt. Kenya Wildlife Conservancy žije přibližně 70 kusů bongů horských a pracuje se na metodice reintrodukčního programu a promyšlených výměnách zvířat mezi chovanými antilopami v péči zoologických zahrad k udržení genetické rozmanitosti.

## Chov v zoo
Zvířata chovaná v zoologických zahradách jsou potomky antilop odchycených v pohoří Aberdare v Keni, jsou to proto horští bongové.
Antilopa bongo byla v Česku v letech 2017 a 2018 chována ve dvou zoo. Od roku 2019 je chována ve třech zoologických zahradách:
- Zoo Dvůr Králové[6]
- Zoo Praha
- Zoo Zlín – od 2019[5], kdy byly dovezeny dvě samice ze Zoo Warszawa (PL) a Zoo Borås (S)[5]

V minulosti patřily k chovatelům tohoto vzácného druhu také:
- Zoo Liberec
- Zoo Olomouc

Na Slovensku chová bonga Zoo Bojnice. V celé Evropě je chován přibližně v pěti desítkách veřejných chovatelských zařízení, nejvíce pak ve Spojeném království. V rámci Evropské asociace zoologických zahrad a akvárií (EAZA) je chováno 178 jedinců.

### Chov v Zoo Praha
Historie chovu bong v Zoo Praha započala v roce 1988. Tehdy byl dovezen pár: samec Wajir a samice Kindu. První mládě se narodilo v roce 1990. Do roku 2018 bylo odchováno 47 mláďat. Jen v roce 2017 se narodila 3 mláďata. Na počátku roku 2018 bylo chováno 9 jedinců (3 samci a 6 samic), což bylo nejvíce z českých a slovenských zoo. Ke konci roku 2018 bylo po odchodu čtyř jedinců do jiných chovatelských zařízení chováno pět samic. V červnu 2020 byl získán samec ze Zoo Münster v Německu.
Tento druh je k vidění ve výběhu vedle pavilonu hrochů v horní části zoo. V současné podobě byl otevřen v roce 2013.
Výtěžek z prodeje zážitkových programů zahrnujících blízká setkání návštěvníků zoo právě s bongy horskými je v rámci veřejné sbírky Pomáháme jim přežít využit pro podporu činnosti organizace Mt. Kenya Wildlife Conservancy.[zdroj?]
Příběh ohrožení a ochrany těchto antilop připomíná Zoo Praha v rámci kampaně Vzácní a jedineční.

## Galerie

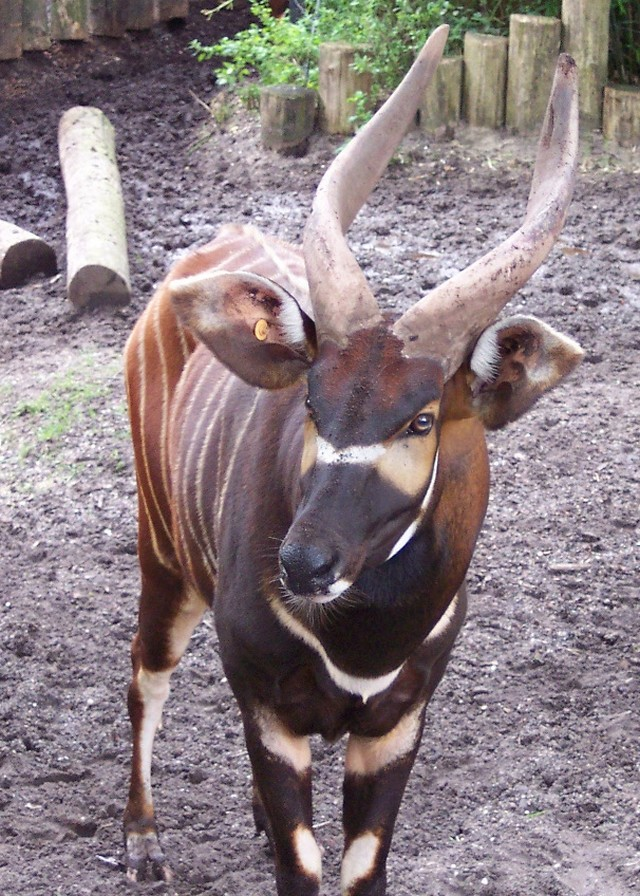
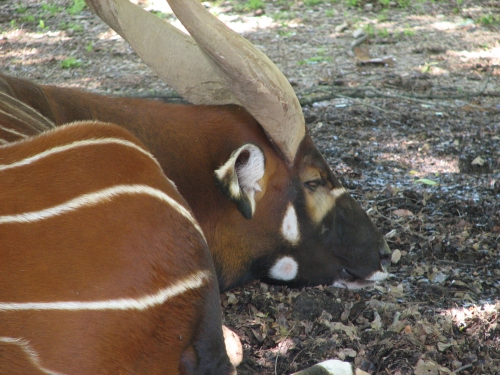
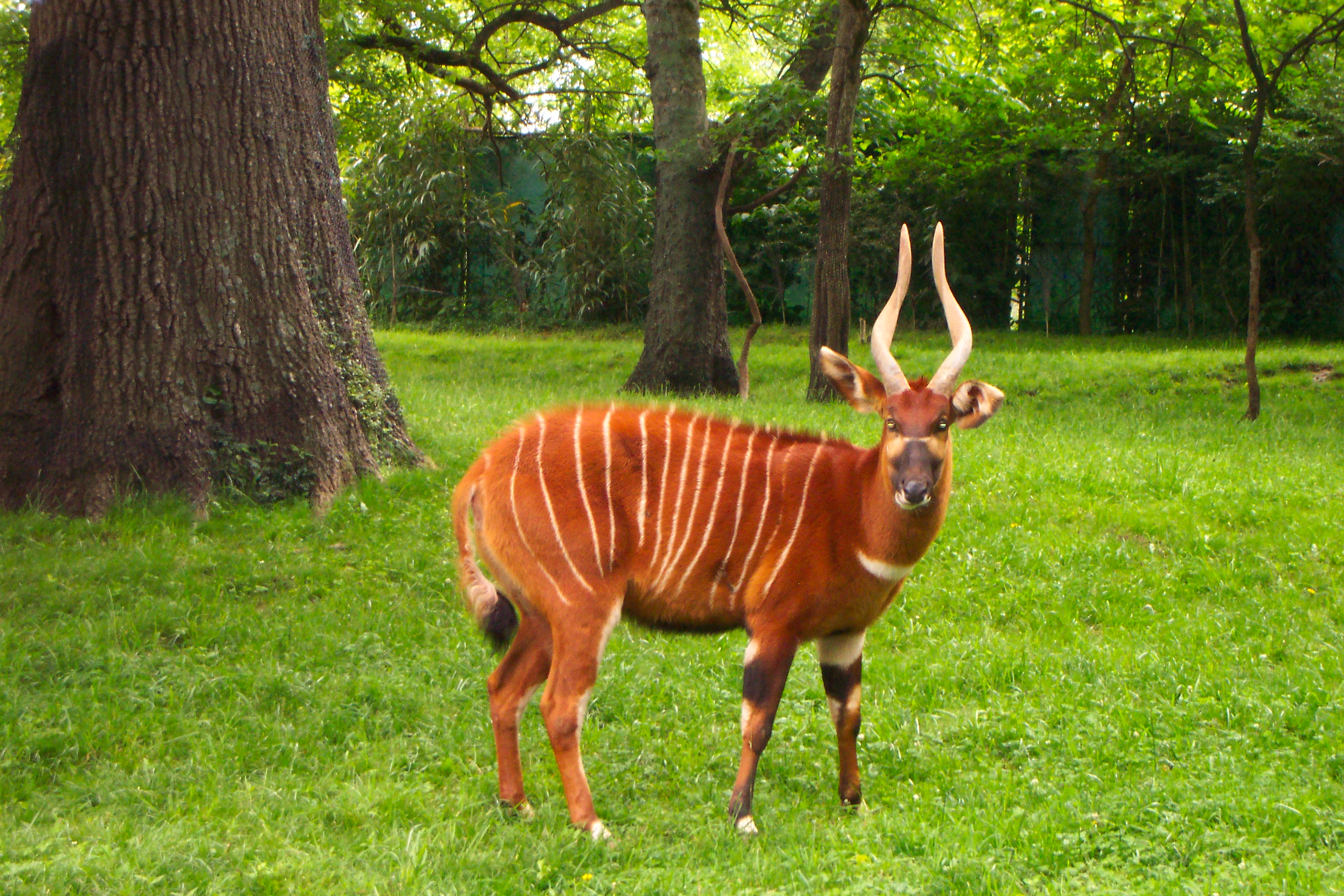
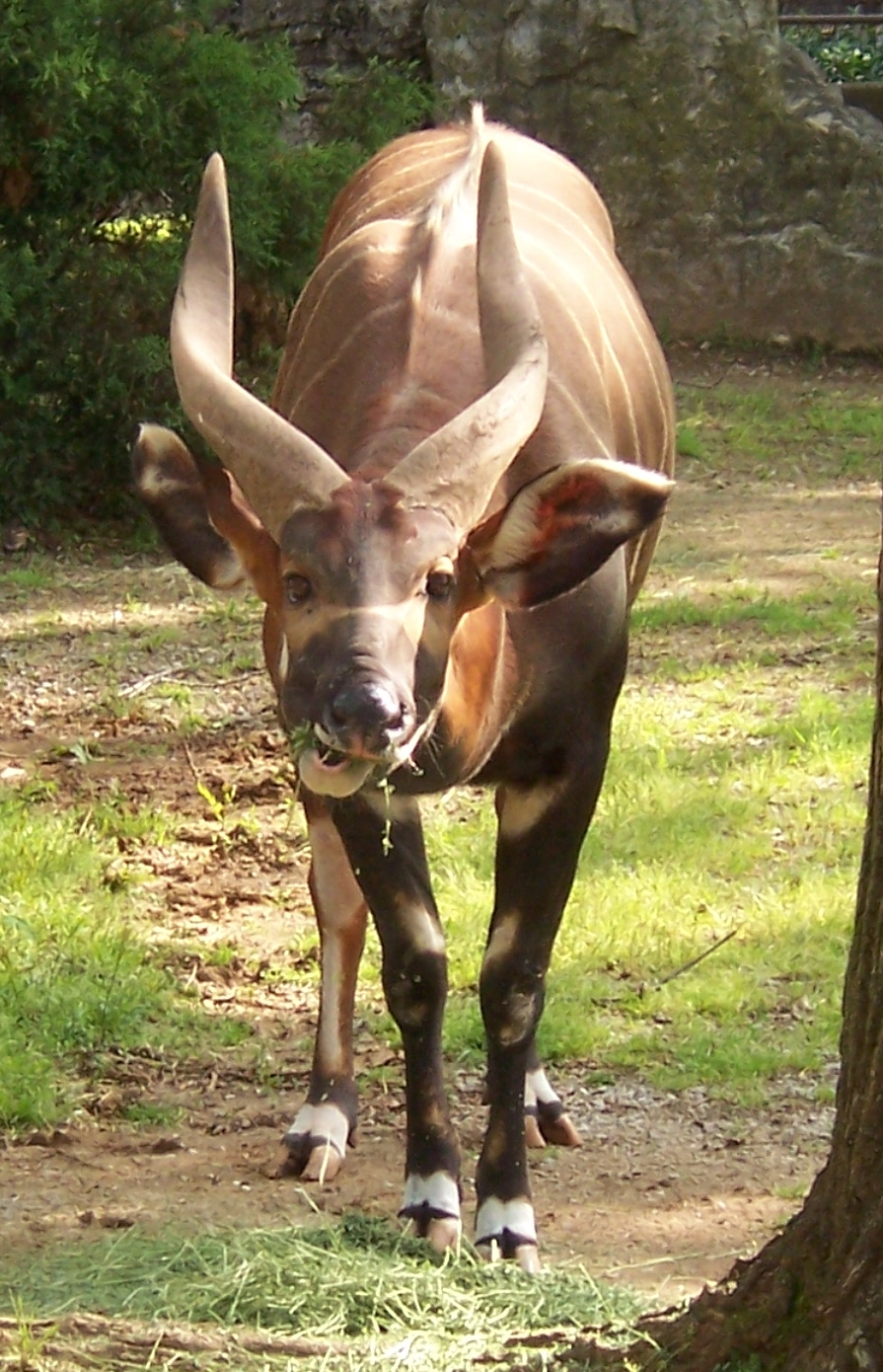
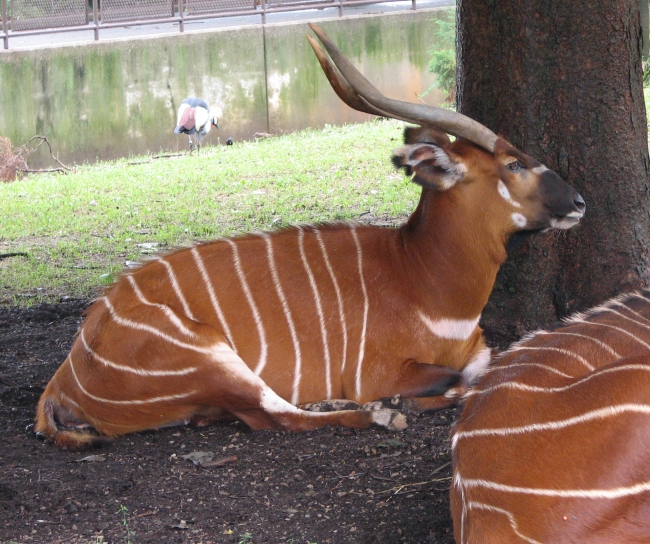
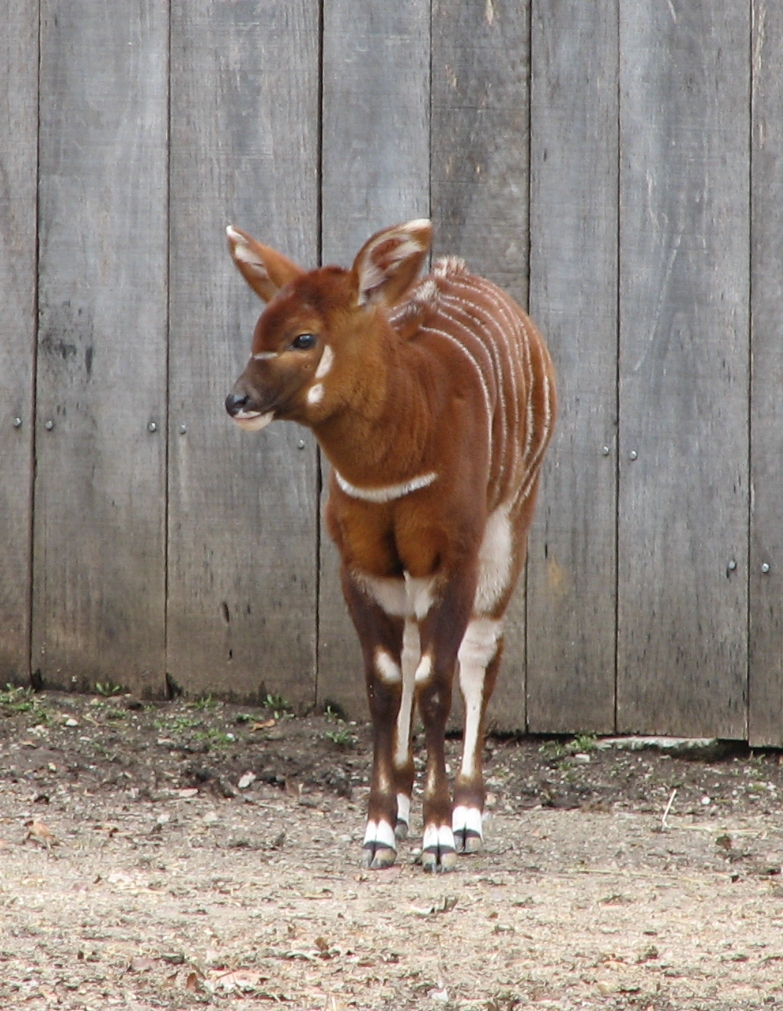
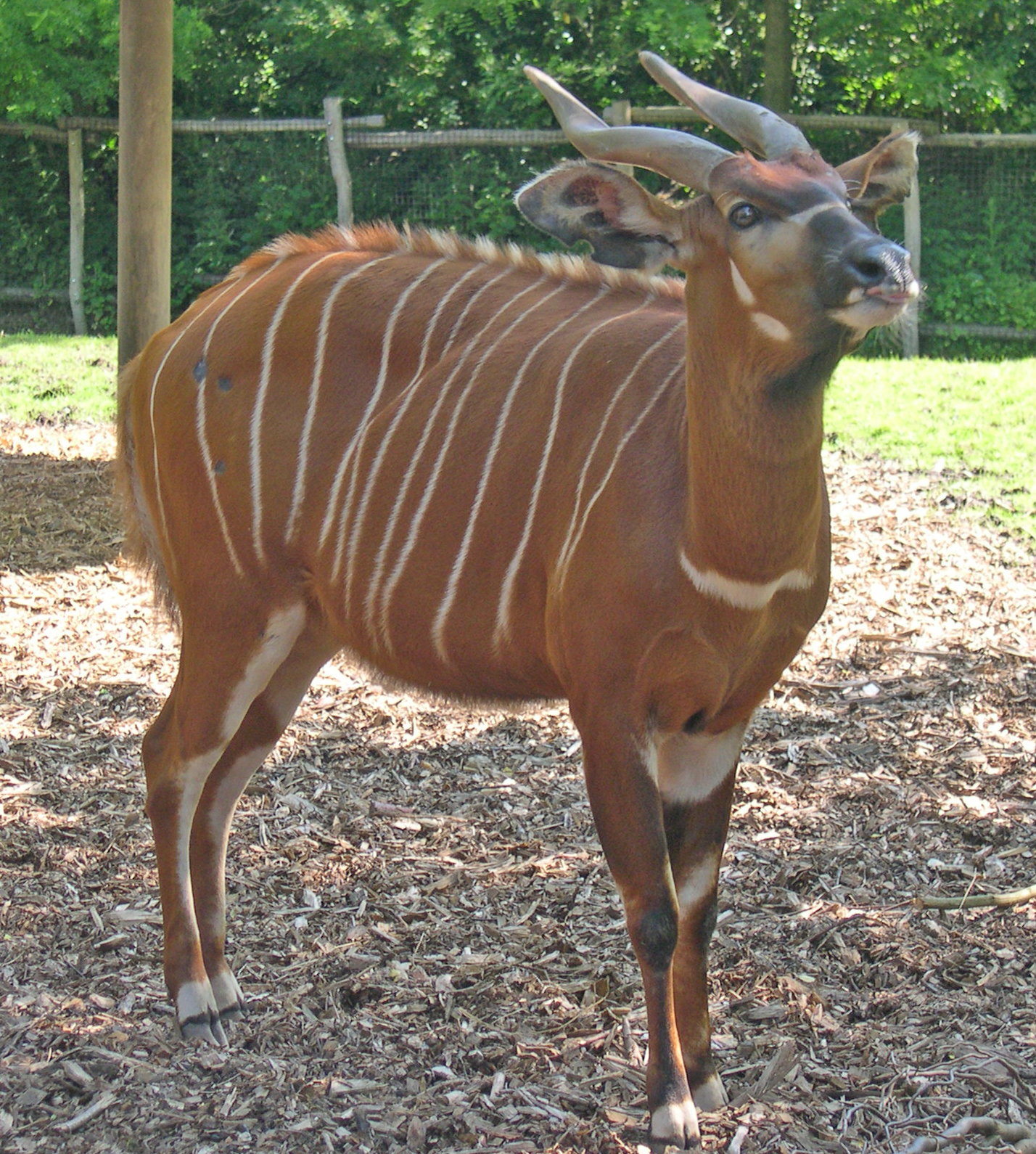
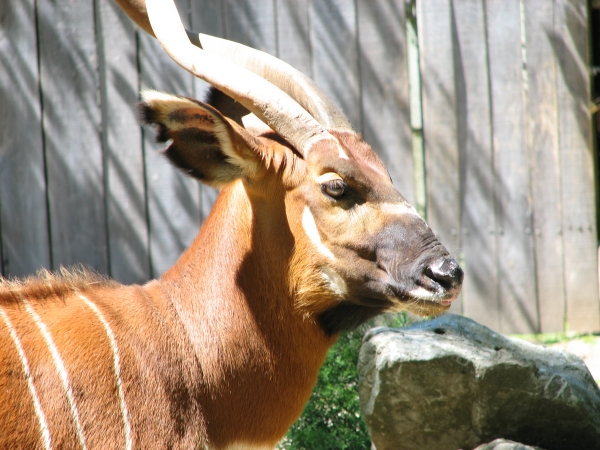
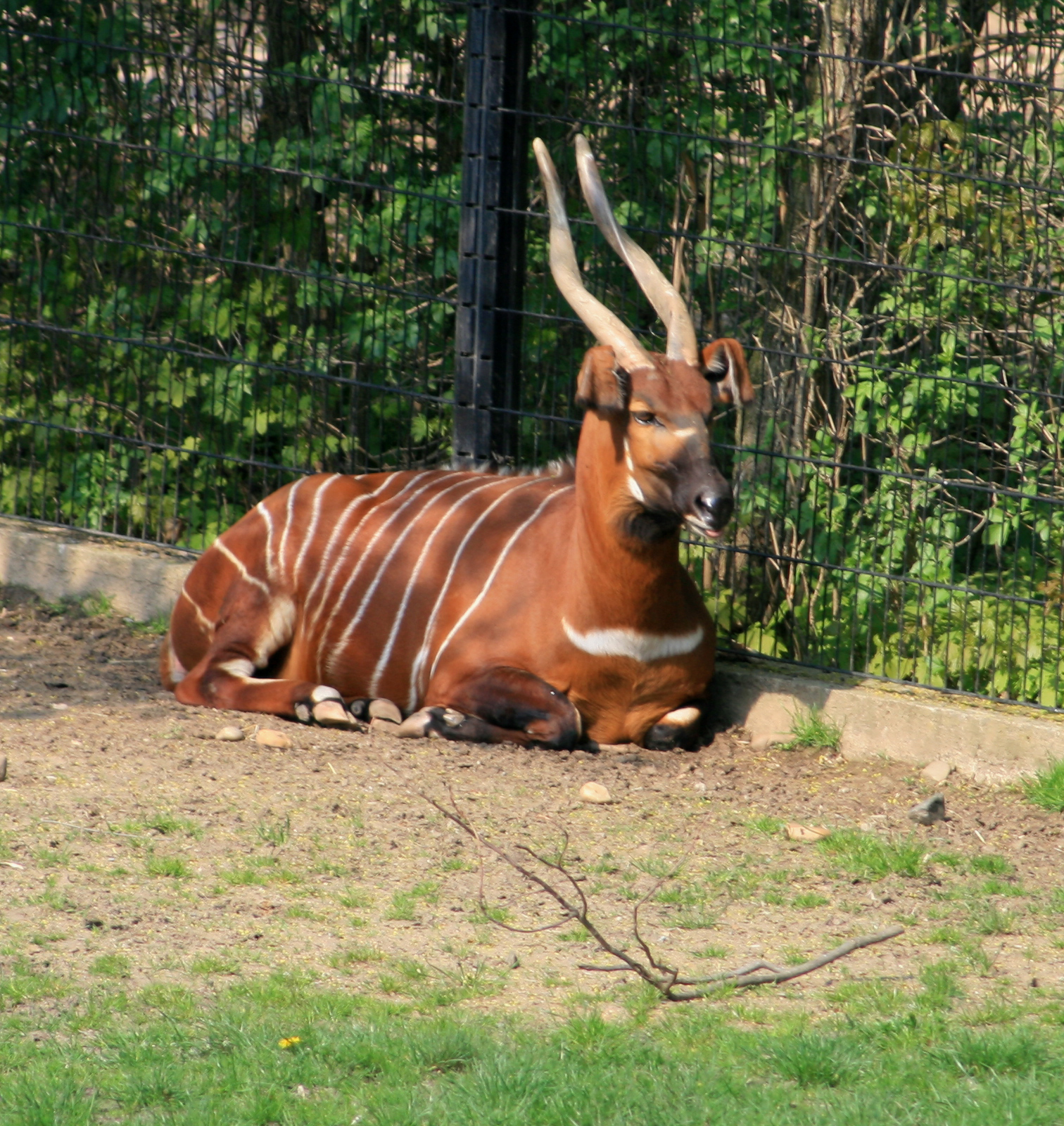
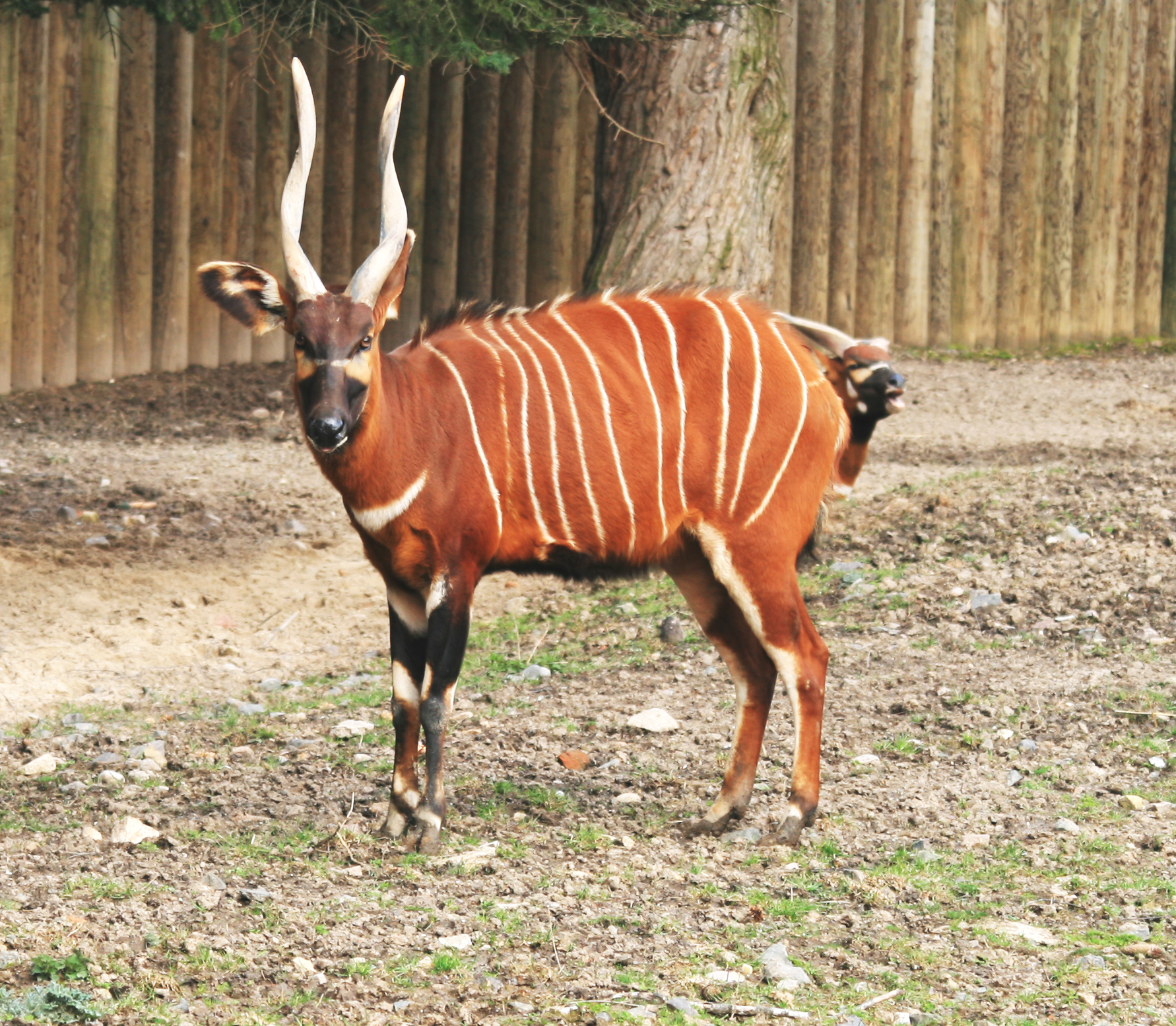
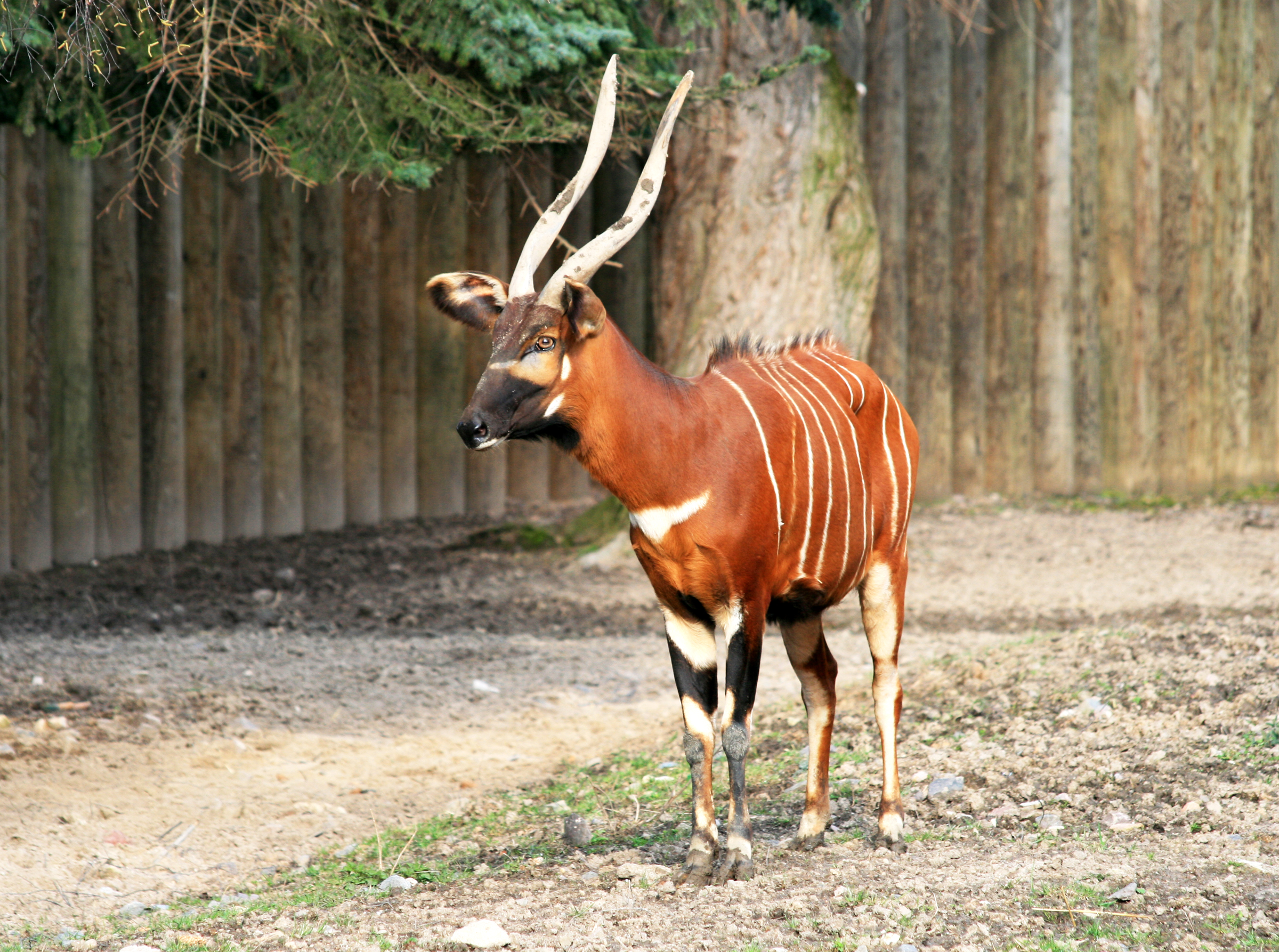